# Friz iz Base
Friz iz Base je marmorni visoki relief iz 23 panelov, dolg 31 m in 0,63 m visok, ki je krasil notranjost cele v templja Apolona Epikurijskega v Basu. Odkrila sta ga leta 1811 Carl Haller in Charles Cockerell in naslednje leto izkopala ekspedicija Društva popotnikov pod vodstvom Hallerja in Otto von Stackelberga. Ta ekipa je očistila tempeljsko najdišče v prizadevanju, da  odkrije skulpture in obelodanila del večjega kiparskega programa templja, vključno z metopami zunanjega dorskega friza in kolosalni kip. Notranje elemente jonskega friza zgodnji arheologi niso zabeležili, tako da je delo na vnovičnem zaporedju friza temeljilo na internih dokazih o ohranjenih ploščah in je bila predmet polemik.
Arheološke raziskave so ugotovile, da je bilo mesto sedanjih ruševin Apolonovega templja v stalni uporabi od arhaičnega obdobja , obstoječi tempelj je zadnji od štirih na tej lokaciji in ga je Pavzanias imenoval Apollo IV. , saj je bilo to zadnje svetišče posvečeno Apolonu Epikurejskemu (pomočniku), po Figaliju, v zahvalo za konec kuge leta 429 pred našim štetjem. Arhitektura templja je ena izmed najbolj presenetljivih in nenavadnih primerov obdobja, ki znatno odstopa od norm dorskega in jonskega sloga in tudi zato, ker je morda prvič uporabljen korintski red in prvi tempelj, ki ima friz okoli notranjosti naosa. Slog friza pripada visokemu klasičnemu obdobju, verjetno izrezljan okoli 400 pr. n. št. Nič ni znanega o njegovem avtorstvu: kljub pripisu na metopah  Peonij  (ovržena ), friza ni mogoče povezati z nobenim kiparjem, delavnico ali šolo. Namesto tega Cooper opredeljuje umetnike friza, skladno z morellijevim dokazom, kot skupino treh anonimnih mojstrov. 
Friz je letu 1815 kupil na dražbi Britanski muzej, kjer je zdaj trajno pritrjen na steni v posebej zgrajeni sobi v Gallery 16. Ker ima Britanski muzej ima tudi večino skulptur, za osem fragmentov, za katere menijo da sodijo v friz, so v Narodnem arheološkem muzeju, Atene.  Kopije tega friza krasijo stene Ashmoleovega muzeja in londonskega Travellers Club.

## Zgodovina
Zempelj Apolona Epikurejskega je bil zgrajen med 420–400 pr. n. št., zgradili so ga prebivalci Mesenije v antični Arkadiji kot zahvalo Apolonu Epikurejskemu za konec epidemije kuge. In to na zelo neobičajnem mestu, na planinski uravnaci na nadmorski višini 1130 m, v  pustem nenaseljenem kraju.
Bil je v funkciji tudi v helenistični in rimski dobi, zato je bila streha večkrat obnavljana.Po tem času je bil opuščen, in se je streha porušila, začel je hitreje propadati, stanje pa so poslabšali še vandali, ki so pokradli kovinske kline, ki so povezovali kamnite bloke, tako da so kamniti deli razpadli. Sčasoma jih je zasula zemlja in pokrila trava.
Ker se je nahajal izven naseljenega področja, je ostal dolgo neodkrit, vse do leta 1765, ko ga je slučajno odkril francoski arhitekt Bôcher.
Leta 1811 sta na lokacijo odšla dva arhitekta in arheolog Nemec Karl Haller in Anglež Charles Cockerell, in ugotovila o kako bogatem odkritju gre. Že naslednje leto je bilo organizirano izkopavanje, ki sta ga vodila Haller in Otto Magnus. Popolnoma sta izkopala tempelj in na dan je prišel tudi ta veličatni notranji friz, ki so ga prej vsi spregledali.
Friz so po nalogu bodočega kralja Jurija IV. leta 1814 kupili Angleži in ga odnesli v Britanski muzej. [4] [3] Samo osem fragmentov je ostalo v Grčiji, in so danes razstavljeni v Narodnem arheološkem muzeju v Atenah.

## Opis
Ta marmorni friz, ki so ga nosili jonski stebri, je bil glavna dekoracija templja, njegovega osrednjega notranjega dela naosa. Dolg je 31 m, sestavljalo ga je 23 marmornih plošč visokih 63 cm. Na 12 ploščah je prikazan boj med Argonavti in Amazonkami - Amazonomahija,  na preostalih 11 bitka med Lapiti in kentavri - Kentavromahija. 

## Rekonstrukcija v Britanskem muzeju
Friza je bil, za razliko od ostalega templja, izrezljan iz marmorja. Vsaka od 23 plošč prikazuje del friza, vendar le redko najdemo kakršno koli nadaljevanje oblikovanja iz ene plošče na naslednjo. Kamni na koncu niso bili nameščeni kot so jih originalno našli v Apolonovem templju, saj so ugotovili, da so bile plošče, ki so že padle na tla pomešane z drugimi stavbnimi ruševinami. Torej so kamni razporejeni na nakako logičen način, vendar pa ni jasno, če je bil friz dejansko zasnovan tako, kot se je zdaj predstavljen. 
Prostor, kjer je prikazan friz je bil posebej izdelan tako, da je enake velikosti kot glavna soba v templju. Originalni prostor je bil sedem metrov visok, friz pa tik ob stropu. Rekonstrukcija postavlja friz na vidno višino.
Spodnja tabela prikazuje različne prizore, kako je lahko friz prvotno izgledal. Bile so številne ideje, kako bi moral biti organiziran. Dogovor, ki ga je upošteval Britanski muzeji je predlagal Peter Corbett. V nekaterih primerih so različni strokovnjaki ne strinjajo, ne samo o vrstnem redu, ampak tudi o tem, katere slike so prikazane na kateri steni.
| Slika | Opis                                                     |
| ----- | -------------------------------------------------------- |
| 520   | Bitka Lapita in kentavra (Kentavromahija)                |
| 521   | Bitka Lapita in kentavra (Kentavromahija)                |
| 522   | Bitka Lapita in kentavra (Kentavromahija)                |
| 523   | (Kentavromahija)                                         |
| 524   | Bitka Lapita in kentavra (Kentavromahija)                |
| 525   | Bitka Lapita in kentavra (Kentavromahija)                |
| 526   | Bitka Lapita in kentavra (Kentavromahija)                |
| 527   | Bitka Lapita in kentavra (Kentavromahija)                |
| 528   | Bitka Lapita in kentavra (Kentavromahija)                |
| 529   | Bitka Lapita in kentavra (Kentavromahija)                |
| 530   | Bitka Lapita in kentavra (Kentavromahija)                |
| 531   | Bitka Lapita in kentavra (Kentavromahija)                |
| 532   | Napad Amazonk na Grke pri Troji pod vodstvom Pentesileje |
| 533   | Prva žrtev Amazonomahije                                 |
| 534   | Amazonomahija                                            |
| 535   | Amazonomahija                                            |
| 536   | Amazonka in Grk (Amazonomahija)                          |
| 537   | Smrt Pentesileje od roke Ahileja                         |
| 538   | Napad Amazonk na Grke pri Troji pod vodstvom Pentesileje |
| 539   | Napad Amazonk na Grke pri Troji pod vodstvom Pentesileje |
| 540   | Amazonomahija                                            |
| 541   | Amazonomahija                                            |
| 542   | Amazonomahija                                            |